# Droga smoka

Concord Production Inc.

Droga smoka (猛龍過江, Meng long guojiang) – hongkoński kryminalny film akcji z 1972 roku, w reżyserii Bruce'a Lee. To drugi film, w którym występował Chuck Norris. Dzięki tej roli zdobył ogromną popularność. Zdjęcia kręcone były między innymi w rzymskim Koloseum.

## Fabuła
Do Rzymu przyjeżdża młody mieszkaniec Hongkongu, Tang Lung. Chce pomóc kuzynowi w prowadzeniu restauracji. Jego zadaniem jest pomoc w walce z lokalną mafią, która usiłuje go zmusić do sprzedaży interesu. Mafia wynajmuje kilku najemników, jednak Tang radzi sobie z nimi z łatwością. W końcu bossowie decydują się wynająć Colta, Amerykanina, którego walka z Tangiem odbędzie się w Koloseum.

## Obsada
- Bruce Lee – Tang Lung
- Unicorn Chan – Jimmy
- Tony Liu – Tony
- Malisa Longo – włoska piękność
- Nora Miao – Chen Ching Hua
- Jon T. Benn – szef mafii
- Ing-Sik Whang – japoński wojownik
- Chung-Hsin Huang – Wang
- Ping-Ao Wei – Ho
- Robert Wall – Bob Fred
- Chuck Norris – Colt